# Pierre-Alexandre-Gabriel de Suzannet
Pour les autres membres de la famille, voir Famille de Suzannet.
Pierre-Alexandre de Suzannet, seigneur de la Chardière et autres lieux, baron de Suzannet, né le 31 décembre 1739 et mort à Paris le 27 février 1815, est un officier de marine français. Démissionnaire en 1791, il rejoint l'Armée des Princes à Coblence où il se met à leur service. Ceux-ci l'envoient en Angleterre pour trouver des secours et des financements. En remerciement, il est nommé vice-amiral et obtient la grand-croix de Saint-Louis.

## Biographie
Le baron Pierre-Alexandre de Suzannet est le fils de Guy-François de Suzannet (1700-1761) et de Marie Gabrielle de Bessay. Il est le frère aîné de Jean-Baptiste-François de Suzannet, qui faisait partie de l'état-major de Louis-Antoine de Bougainville lors de son voyage autour du monde. De son mariage avec Louise Charlotte de Caumont d'Adde, fille de l'amiral Alexandre Tancrède de Caumont d'Adde, il a eu deux enfants dont le général Pierre Constant de Suzannet et la mère d'Arthur Nouail de La Villegille.
Marin comme son frère, il entre à 15 ans, dans les gardes de la marine à Rochefort. Enseigne de vaisseau en août 1763, il devient lieutenant de vaisseau en 1773 et fait chevalier de Saint-Louis en 1776. Capitaine des vaisseaux du Roi en 1781, il prend part, toujours avec son frère, à plusieurs batailles navales au cours de la guerre d'Amérique. Ainsi, participe-t-il à la reconquête de la colonie hollandaise de Demerara occupée par les Anglais (22 janvier 1782). Il prend part à la bataille des Saintes livrée et perdue par de Grasse à l’amiral anglais Rodney (12 avril 1782). En 1787, il commande la frégate l'Aigrette. 
En 1791, il résigne son commandement et se retire un temps en Poitou. Demeurant fidèle au roi, il quitte la France avec sa famille pour rejoindre le comte de Provence et le comte d'Artois, frères du roi, à Coblence (1791). Entré à leur service, il collabore avec le maréchal de Castries, le marquis d'Autichamp et le baron de Breteuil, à l'organisation d'un gouvernement provisoire hors de France. En 1792, il fait partie des émissaires envoyés secrètement à Madrid, par Calonne (l'ancien ministre des finances de Louis XVI), dans le but de nouer contact avec les représentants du gouverneur de Saint-Domingue, afin de les faire basculer dans la contre-révolution. Il rejoint, dès sa création en 1792, les cadres de la marine royale du régiment d'Hector.
Envoyé en juillet 1793 par les Princes en Angleterre, il a la mission d'acheter et d'équiper un bâtiment dans lequel le comte d'Artois devait gagner les côtes vendéennes pour se mettre à la tête des insurgés. L'expédition étant repoussée, il se fixe à Londres avec sa femme et sa fille, toujours au service des Princes. En juillet 1795, il participe avec son régiment au débarquement de Quiberon. En décembre 1799, il se rend en Bretagne, avec comme instruction spéciale du comte de Provence, d'empêcher les chefs royalistes réunis à Pouancé, d'accepter la pacification.
De 1807 à 1814, lorsque les Princes viennent résider en Angleterre, il fait partie de leurs conseils pour les affaires concernant les campagnes royalistes en Bretagne et en Vendée. Il a comme mission de répartir les secours que leur allouait le gouvernement anglais.
Après la Restauration d'avril 1814, Pierre-Alexandre de Suzannet, rentre enfin à Paris. Le comte de Provence devenu Louis XVIII, le nomme, en remerciement des services rendus, vice-amiral le 13 juillet 1814, et grand-croix de l'ordre royal et militaire de Saint-Louis. Pendant ses 15 ans d'exil, il vit séparé des siens puisque sa femme et sa fille sont rentrés en France, et son fils Constant de Suzannet, s'est engagé dans la contre-révolution en Vendée. 
Il décède le 27 février 1815, âgé de 76 ans. Il est enterré au cimetière du Père-Lachaise.